# Fed Cup 2008

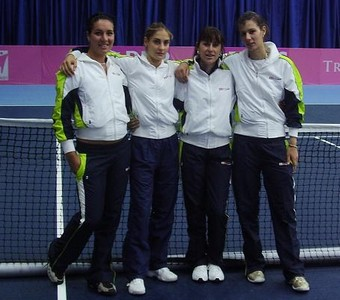
El equipo búlgaro de Fed Cup durante la edición 2008 del torneo. De izquierda a derecha: Elitsa Kostova, Dia Evtimova, Dora Rangelova y Tsvetana Pironkova.

La Fed Cup 2008 corresponde a la 46ª edición del torneo de tenis femenino más importante por naciones. 8 equipos participaron en el Grupo Mundial.

## Grupo Mundial
| Equipos participantes | Equipos participantes | Equipos participantes | Equipos participantes |
| China                 | Francia               | Alemania              | Israel                |
| Italia                | Rusia                 | España                | Estados Unidos        |
| --------------------- | --------------------- | --------------------- | --------------------- |

## Eliminatorias
|  | Cuartos de final  | Cuartos de final |                   |          | Semifinales | Semifinales |  |          | Final            | Final            |  |
|  | 2-3 febrero       | 2-3 febrero      |                   |          | 26-27 abril | 26-27 abril |  |          | 13-14 septiembre | 13-14 septiembre |  |
|  |                   |                  |                   |          |             |             |  |          |                  |                  |  |
|  |                   |                  |                   |          |             |             |  |          |                  |                  |  |
|  | Rusia(1)          | 4                |                   |          |             |             |  |          |                  |                  |  |
|  | Rusia(1)          | 4                |                   |          |             |             |  |          |                  |                  |  |
|  | Israel            | 1                |                   |          |             |             |  |          |                  |                  |  |
|  | Israel            | 1                |                   | Rusia(1) | 3           |             |  |          |                  |                  |  |
|  |                   |                  |                   | Rusia(1) | 3           |             |  |          |                  |                  |  |
|  |                   |                  | Estados Unidos(4) | 2        |             |             |  |          |                  |                  |  |
|  | Estados Unidos(4) | 4                | Estados Unidos(4) | 2        |             |             |  |          |                  |                  |  |
|  | Estados Unidos(4) | 4                |                   |          |             |             |  |          |                  |                  |  |
|  | Alemania          | 1                |                   |          |             |             |  |          |                  |                  |  |
|  | Alemania          | 1                |                   |          |             |             |  | Rusia(1) | 4                |                  |  |
|  |                   |                  |                   |          |             |             |  | Rusia(1) | 4                |                  |  |
|  |                   |                  | España            | 0        |             |             |  |          |                  |                  |  |
|  | China             | 3                | España            | 0        |             |             |  |          |                  |                  |  |
|  | China             | 3                |                   |          |             |             |  |          |                  |                  |  |
|  | Francia(3)        | 2                |                   |          |             |             |  |          |                  |                  |  |
|  | Francia(3)        | 2                |                   | China    | 1           |             |  |          |                  |                  |  |
|  |                   |                  |                   | China    | 1           |             |  |          |                  |                  |  |
|  |                   |                  | España            | 4        |             |             |  |          |                  |                  |  |
|  | España            | 3                | España            | 4        |             |             |  |          |                  |                  |  |
|  | España            | 3                |                   |          |             |             |  |          |                  |                  |  |
|  | Italia(2)         | 2                |                   |          |             |             |  |          |                  |                  |  |
|  | Italia(2)         | 2                |                   |          |             |             |  |          |                  |                  |  |
|  |                   |                  |                   |          |             |             |  |          |                  |                  |  |

- Los perdedores de la primera ronda, juegan contra los que se clasifican en el grupo mundial.
- (s) Entre paréntesis, el número de cabeza de serie

### Final
| Club de Campo Villa de Madrid, Madrid, España 13 al 14 de septiembre de 2008 |                   |                                       |           |   |   |  |  |  |  |
| \| 1 \| \| Anabel Medina Garrigues \| 3 \| 4 \| \| \| \| \| \| \| 1 \| \| Vera Zvonareva \| 6 \| 6 \| \| \| \| \| \| \| 2 \| \| Carla Suárez \| 3 \| 1 \| \| \| \| \| \| \| 2 \| \| Svetlana Kuznetsova \| 6 \| 6 \| \| \| \| \| \| \| 3 \| \| Anabel Medina Garrigues \| 7 \| 3 \| 4 \| \| \| \| \| \| 3 \| \| Svetlana Kuznetsova \| 5 \| 6 \| 6 \| \| \| \| \| \| 4 \| \| Carla Suárez \| no \| \| \| \| \| \| \| \| 4 \| \| Vera Zvonareva \| disputado \| \| \| \| \| \| \| \| 5 \| \| Nuria Llagostera Vives-Virginia Ruano \| 2 \| 1 \| \| \| \| \| \| \| 5 \| \| Elena Vesnina-Ekaterina Makarova \| 6 \| 6 \| \| \| \| \| \| |                   |                                       |           |   |   |  |  |  |  |
| 1 | Bandera de España | Anabel Medina Garrigues               | 3         | 4 |   |  |  |  |  |
| 1 | Bandera de Rusia  | Vera Zvonareva                        | 6         | 6 |   |  |  |  |  |
| 2 | Bandera de España | Carla Suárez                          | 3         | 1 |   |  |  |  |  |
| 2 | Bandera de Rusia  | Svetlana Kuznetsova                   | 6         | 6 |   |  |  |  |  |
| 3 | Bandera de España | Anabel Medina Garrigues               | 7         | 3 | 4 |  |  |  |  |
| 3 | Bandera de Rusia  | Svetlana Kuznetsova                   | 5         | 6 | 6 |  |  |  |  |
| 4 | Bandera de España | Carla Suárez                          | no        |   |   |  |  |  |  |
| 4 | Bandera de Rusia  | Vera Zvonareva                        | disputado |   |   |  |  |  |  |
| 5 | Bandera de España | Nuria Llagostera Vives-Virginia Ruano | 2         | 1 |   |  |  |  |  |
| 5 | Bandera de Rusia  | Elena Vesnina-Ekaterina Makarova      | 6         | 6 |   |  |  |  |  |

## Repesca Grupo Mundial de 2008
La repesca del Grupo Mundial de 2008 de Copa Fed se disputó los días 26 y 27 de abril de 2008, y los resultados de esta fase se detallan en el siguiente esquema:
| Sede de la confrontación | Superficie  | Ganador         | Marcador | Perdedor |
| ------------------------ | ----------- | --------------- | -------- | -------- |
| Ramat HaSharon           | Dura        | República Checa | 3–2      | Israel   |
| Buenos Aires             | Arcilla     | Argentina       | 3–2      | Alemania |
| Tokio                    | Indoor dura | Francia         | 4–1      | Japón    |
| Olbia                    | Arcilla     | Italia          | 3–2      | Ucrania  |

## Grupo Mundial 2
El Grupo Mundial 2 de la Copa Fed se disputó los días 2 y 3 de febrero de 2008, y los resultados de esta fase se detallan en el siguiente esquema:
| Sede de la confrontación | Superficie     | Ganador             | Marcador | Perdedor    |
| ------------------------ | -------------- | ------------------- | -------- | ----------- |
| Járkov                   | Indoor Arcilla | Ucrania             | 3–1      | Bélgica (1) |
| Miki-shi                 | Indoor dura    | Japón (4)           | 4–1      | Croacia     |
| Brno                     | Indoor moqueta | República Checa (3) | 3-2      | Eslovaquia  |
| Buenos Aires             | Arcilla        | Argentina           | 4–1      | Austria(2)  |

## Repesca Grupo Mundial 2 de 2008
La repesca del Grupo Mundial 2 de 2008 de Copa Fed se disputó los días 26 y 27 de abril de 2008, y los resultados de esta fase se detallan en el siguiente esquema:
| Sede de la confrontación | Superficie     | Ganador    | Marcador | Perdedor       |
| ------------------------ | -------------- | ---------- | -------- | -------------- |
| Zagreb                   | Indoor dura    | Serbia (1) | 3–2      | Croacia        |
| Bratislava               | Indoor Arcilla | Eslovaquia | 5–0      | Uzbekistán (2) |
| Mons                     | Indoor dura    | Bélgica    | 5–0      | Colombia (3)   |
| Dornbirn                 | Indoor dura    | Suiza (4)  | 3–2      | Austria        |

## Zona Americana

### Grupo 1
- Brasil
- Canadá
- Colombia — promocionado a repesca del Grupo Mundial 2.
- México - relegado al Grupo 2 en 2009.
- Paraguay
- Puerto Rico
- Uruguay - relegado al Grupo 2 en 2009.

### Grupo 2
- Bahamas — promocionado al Grupo 1 en 2009.
- Barbados
- Bermudas
- Bolivia
- Chile
- Cuba
- República Dominicana
- Ecuador
- Guatemala
- Honduras
- Panamá
- Trinidad y Tobago
- Venezuela — promocionado al Grupo 1 en 2009
- Retirados: Costa Rica, Jamaica, Perú

## Zona Asia/Oceanía

### Grupo 1
- Australia
- China Taipéi
- Hong Kong - relegado al Grupo 2 en 2009.
- India
- Indonesia
- Nueva Zelanda
- Tailandia
- Uzbekistán — promocionado a repesca del Grupo Mundial 2.

### Grupo 2
- Kazajistán
- Filipinas
- Singapur
- Corea del Sur — promocionado al Grupo 1 en 2009.
- Sri Lanka
- Siria
- Turkmenistán
- Retirados: Jordania

## Zona Europa/África

### Grupo 1
- Bielorrusia
- Bulgaria
- Dinamarca
- Georgia - relegado al Grupo 2 en 2009.
- Reino Unido
- Hungría
- Luxemburgo
- Países Bajos
- Polonia
- Portugal - relegado al Grupo 2 en 2009.
- Rumania
- Serbia — promocionado a repesca del Grupo Mundial 2.
- Eslovenia
- Suecia
- Suiza — promocionado a repesca del Grupo Mundial 2.

### Grupo 2
- Bosnia y Herzegovina — promocionado al Grupo 1 en 2009.
- Estonia — promocionado al Grupo 1 en 2009.
- Grecia - relegado al Grupo 3 en 2009.
- Irlanda - relegado al Grupo 3 en 2009.
- Lituania
- Sudáfrica
- Turquía

### Grupo 3
- Armenia
- Egipto
- Finlandia
- Islandia
- Letonia — promocionado al Grupo 2 en 2009.
- Mauricio
- Moldavia
- Montenegro
- Marruecos — promocionado al Grupo 2 en 2009.
- Noruega
- Zimbabue
- Retirados: Liechtenstein, Malta